# Лю Сяотон
Лю Сяотон (кит.: 劉曉彤, нар. 16 лютого 1990) — китайська волейболістка, олімпійська чемпіонка 2016 року.

## Виступи на Олімпіадах
| Олімпіада           | Дисципліна | Місце |
| ------------------- | ---------- | ----- |
| Ріо-де-Жанейро 2016 | волейбол   | 1     |

## Зовнішні посилання
- Лю Сяотон — олімпійська статистика на сайті Sports-Reference.com (англ.) (архівна версія)